# 布拉格附近伊洛韋

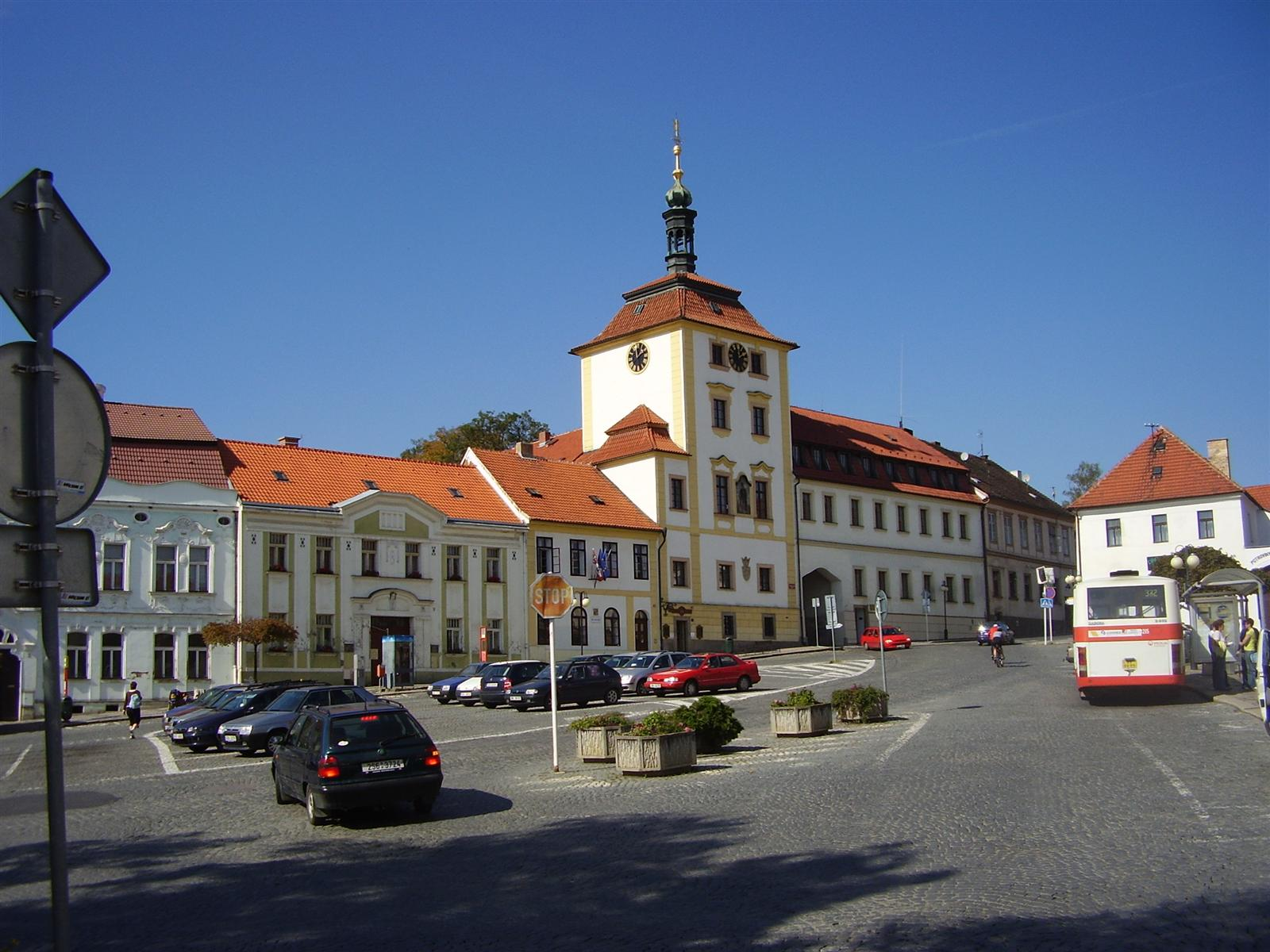

布拉格附近伊洛韋是捷克的城鎮，位於該國中部，距離首都布拉格20公里，由中波希米亞州負責管轄，面積16.23平方公里，海拔高度381米，2006年人口3,702。

## 外部連結
- Municipal website （页面存档备份，存于）